# Verminose (banda)
Verminose foi uma banda paulista de punk rock e rockabilly, notória por ser uma das primeiras bandas punk brasileiras e por ter sido o embrião da Banda Magazine.
O nome da banda foi uma sugestão do radialista Alf Soares, que disse: Verminose, um nome perfeito para uma banda feia com um som mais feio ainda.

## Histórico

### Primeira fase
Em 1977, após Kid Vinil conhecer o som do grupo britânico The Clash, ele resolve montar a banda, a Verminose, que, com um som voltado para o punk rock e o rockabilly, foi uma das pioneiras bandas punk brasileiras.
Depois de três anos tocando em praticamente todos os palcos existentes da capital paulista, os integrantes da banda viram-se envolvidos em uma confusão generalizada, no palco do Teatro Lira Paulistana, no auge do conflito entre os punks da capital e os do ABC paulista.
O problema foi que Kid Vinil havia concedido uma entrevista à revista Veja (os mais radicais adeptos ao movimento pregavam a resistência à imprensa e nunca davam entrevistas), por isso foi acusado de "traidor do movimento".
Depois dessa confusão, o guitarrista da Verminose, Ted Gaz, não queria continuar como uma banda punk e os outros integrantes, inclusive Kid Vinil, já estavam desgastados com a sucessão de ameaças que o público punk fazia. O grupo Verminose, então, decide remodelar seu som, inspirando-se no rockabilly e na estética new wave, optando por também alterar o nome para Magazine, baseado no grupo homônimo inglês, liderada pelo vocalista Howard Devoto. A mudança de nome foi para atender às necessidades da indústria fonográfica. Segundo o próprio Kid Vinil “as gravadoras torciam o nariz para o nome. Magazine tinha mais a ver com o frescor da new wave que era a moda da época”.

### Álbum "Xu-Pa-Ki"
Em 1993, a banda foi retomada. Dois anos depois, o grupo lançou o álbum "Xu-Pa-Ki", com sonoridades punks e letras bem-humoradas. O álbum foi lançado em formato CD, com tiragem de apenas 300 cópias, e marcou a volta de Kid Vinil ao mercado fonográfico. Ele foi gravado no estúdio Bonadio e produzido por Rick Bonadio e Duca Belintani (que também é o guitarrista da banda).
O álbum é composto por 10 canções, sendo 6 regravações. A faixa título é da banda punk portuguesa Mata Ratos, “A namoradinha que eu amei” do Kães Vadius, “Anjo da Guarda”, do Made in Brazil, “Sou coroa” está no único LP do Ayrton Mugnaini Jr,  “Como vovó já dizia” do Raul Seixas, e “Ela só gosta de pizza” do Destemidos Limonadas. Das inéditas, 3 foram aproveitadas no disco “Na honestidade”, da banda Magazine (Trama, 2002). Apenas “Numas de horror” é exclusividade deste álbum.

#### Faixas
1.Xu-Pa-Ki - 2:54

2.Numas de Horror - 3:17

3.Conversível Irresistível - 3:25

4.O Jogador - 4:10

5.A Namoradinha Que Sonhei - 2:31

6.Marlene - 2:44

7.Anjo da Guarda - 2:43

8.Sou Coroa - 4:10

9.Como Vovó Já Dizia - 3:27

10.Ela Só Gosta de Pizza - 3:30

#### Créditos Musicais
- Kid Vinil: vocal
- Lu Stopa: contrabaixo, back vocal
- Trinkão: bateria
- Duca Belintani: Guitarra e Produção

### Atualmente
Em 2013 a banda retornou aos palcos, com os co-fundadores Lu Stopa (baixo), Trinkão (baterista) e Philé Plug (guitarrista) mais o vocalista Drago Dragovitch nos vocais no lugar de Kid Vinil.

## Discografia
- 1995 - Xu-P@-Ki (LP, independente)